# المجمع الفقهي الإسلامي

شعار المجمع الفقهي الإسلامي

المَجْمَع الفقهي الإسلامي هو عبارة عن هيئة علمية إسلامية ذات شخصية اعتبارية مستقلة، داخل إطار رابطة العالم الإسلامي، مكونة من مجموعة مختارة من فقهاء الأمة الإسلامية وعلمائها

## الإنشاء
دعت الأمانة العامة للرابطة إلى عقد المؤتمر الإسلامي الثاني في مكة المكرمة، فعقد في تاريخ 15-22 ذي الحجة من عام 1384 هـ، وتقرر في ذلك المؤتمر تأسيس مجمعٍ فقهيٍ إسلامي يضم نخبةً من كبار علماء الأمة الإسلامية وفقهائها من مختلف البلاد، بغرض دراسة الشؤون الإسلامية وحل مشكلات المسلمين.
وفي عام 1385 هـ اتخذ المجلس التأسيس للرابطة قرارًا بتكوين هيئة علمية من أعضائه لوضع نظام ذلك المجمع. ثم اتخذ ذات المجلس قرارًا بتأليف مجلس المجمع من 10 أعضاء عام 1393. وكانوا:
1. أبو الأعلى المودودي.
2. أبو بكر جومي.
3. حسنين محمد مخلوف.
4. عبد الله بن محمد بن حميد.
5. علال الفاسي.
6. منصور المحجوب.
7. محمد بن علي الحركان.
8. محمد الشاذلي النيفر.
9. محمد محمود الصواف.
10. محمد رشيدي.

ثم وفي الأول من ذي الحجة عام 1397 هـ، الموافق الثاني عشر من الشهر الحادي عشر عام 1977 أقر ذلك المجلس نظام المجمع.
وفي عام 1422 هـ أصبح المجمع هيئةً ذات شخصية اعتبارية مستقلة، وزاد عدد أعضائه إلى 40 عضوًا.

## أهداف المجمع
أما أهداف المجمع الفقهي الإسلامي فتتمثل في الآتي:
1. بيان الأحكام الشرعية فيما يواجه المسلمين في أنحاء العالم من مشكلات ونوازل وقضايا مستجدة من مصادر التشريع الإسلامي المعتبرة
2. إبراز تفوق الفقه الإسلامي على القوانين الوضعية وإثبات شمول الشريعة الإسلامية واستجابتها لحل كل القضايا التي تواجه الأمة الإسلامية في كل زمان ومكان
3. نشر التراث الفقهي الإسلامي وإعادة صياغته، وتوضيح مصطلحاته وتقديمه بلغة العصر ومفاهيمه
4. تشجيع البحث العلمي في مجالات الفقه الإسلامي
5. جمع الفتاوى والآراء الفقهية المعتبرة للعلماء المحققين، والمجامع الفقهية الموثوقة في القضايا المستجدة، ونشرها بين عامة المسلمين
6. التصدي لما يثار من شبهات وما يرد من إشكالات على أحكام الشريعة الإسلامية

## وسائل المجمع
يستخدم المجمع الفقهي الإسلامي جميع الوسائل المشروعة المتاحة المناسبة لتحقيق أهدافه، ومنها:
1. إنشاء مركز للمعلومات لتتبع ما يواجه العالم الإسلامي من قضايا تستدعي الدراسة
2. وضع معاجم للفقه وعلومه توضح المصطلحات الفقهية، وتيسرها للمشتغلين بالفقه دراسة وعملاً
3. إصدار مجلة علمية محكمة تعنى بالدراسات الفقهية، وتنقل أهم بحوث المجمع ومناقشاته وقراراته وترجمتها إلى عدة لغات
4. التعاون بين المجمع والهيئات والمراكز العلمية المشابهة القائمة في أنحاء العالم الإسلامي، والتبادل العلمي والفكري معها
5. عقد الندوات العلمية عن قضايا العصر ومستجداته، واستكتاب المتخصصين عنها
6. العمل على ترجمة قرارات المجمع وتوصياته وبحوثه، ونشرها بجميع الوسائل الممكنة، بما فيها شبكة الإنترنت، والقنوات الفضائية، والصحف

## أنشطة وخدمات
أهداف المجمع الفقهي الإسلامي فتتمثل في الآتي:
1. الرعاية والاهتمام بالمسلمين الجدد.
2. بيان الأحكام الشرعية فيما يواجه المسلمين في أنحاء العالم من مشكلات ونوازل وقضايا مستجدة من مصادر التشريع الإسلامي المعتبرة.
3. إبراز تفوق الفقه الإسلامي على القوانين الوضعية وإثبات شمول الشريعة واستجابتها لحل كل القضايا التي تواجه الأمة الإسلامية في كل زمان ومكان.
4. نشر التراث الفقهي الإسلامي وإعادة صياغته، وتوضيح مصطلحاته وتقديمه بلغة العصر ومفاهيمه.
5. تشجيع البحث العلمي في مجالات الفقه الإسلامي
6. جمع الفتاوى والآراء الفقهية المعتبرة للعلماء المحققين، والمجامع الفقهية الموثوقة في القضايا المستجدة، ونشرها بين عامة المسلمين
7. التصدي لما يثار من شبهات وما يرد من إشكالات على أحكام الشريعة الإسلامية

## دورات وقرارات المجمع
عقد مجلس المجمع منذ عام 1398 حتى عام 1432 هـ عشرين دورة، ناقش فيها الكثير من القضايا والنوازل، وأصدر بشأنها أكثر من 230 قرارًا. إضافةً لعقد مؤتمرين عالميين، وعددٍ من الندوات.
ودوراته:
1. الدورة الأولى: عُقدت في مكة، عام 1398 هـ وأصدرت قراراتها بشأن الحركة المساونية والأحكام المتعلقة بالانتماء والتعامل معها. وكذلك حكم الشيوعية والانتماء إليها. والقاديانية والانتماء إليها. والبهائية. وناقش مواضيع التأمين بأشكاله وصوره.
2. الدورة الثانية: عُقدت بتاريخ 1399 هـ الموافق لـ 1979 م. وأصدرت قراراتها بشأن حكم الوجودية، ومناشدة حكام الدول العربية والإسلامية بتطبيق الشريعة الإسلامية.
3. الدورة الثالثة: وعُقدت بتاريخ 1400 هـ الموافق لـ 1980 م. وتحدثت عن الحكم الشرعي في تحديد النسل.
4. الدورة الرابعة: عُقدت بتاريخ 1401 هـ، الموافق لـ 1981 م في مكة المكرمة. وأصدر قراراته بشأن العمل بالرؤية في إثبات الأهلة لا بالحساب الفلكي، وحكم تزوج الكافر للمسلمة وتزوج المسلم للكافرة. وغير ذلك.
5. الدورة الخامسة: وعُقدت عام 1402 هـ الموافق لـ 1982 م.
6. الدورة السادسة: وعُقدت عام 1403 هـ الموافق لـ 1983 م.
7. الدورة السابعة: وعُقدت عام 1404 هـ الموافق لـ 1984 م.
8. الدورة الثامنة: وعُقدت عام 1405 هـ الموافق لـ 1985 م.
9. الدورة التاسعة: وعُقدت عام 1406 هـ الموافق لـ 1986 م.
10. الدورة العاشرة: وعُقدت عام 1408 هـ الموافق لـ 1987 م.
11. الدورة الحادية عشر: وعُقدت عام 1409 هـ الموافق لـ 1989 م.
12. الدورة الثانية عشر: وعُقدت عام 1412 هـ الموافق لـ 1992 م.
13. الدورة الرابعة عشر: وعُقدت عام 1415 هـ الموافق لـ 1995 م.
14. الدورة الخامسة عشر: وعُقدت عام 1419 هـ الموافق لـ 1998 م.
15. الدورة السادسة عشر: وعُقدت عام 1422 هـ الموافق لـ 2002 م.
16. الدورة السابعة عشر: وعُقدت عام 1424 هـ الموافق لـ 2003 م.
17. الدورة الثامنة عشر: وعُقدت عام 1427 هـ الموافق لـ 2006 م.
18. الدورة التاسعة عشر: وعُقدت عام 1428 هـ الموافق لـ 2008 م.
19. الدورة العشرون: وعُقدت عام 1432 هـ الموافق لـ 2010 م.

## المجلة
صدر حتى عام 1440 هـ 2019 م 38 عددًا من المجلة.

## رؤساء المجمع منذ تأسيسه حتى دورته العشرين
وهم:
1. محمد بن إبراهيم آل الشيخ المفتي العام الأول للمملكة العربية السعودية.
2. عبد الله بن محمد بن حميد، رئيس مجلس القضاء الأعلى في المملكة العربية السعودية سابقًا.
3. عبد العزيز بن عبد الله بن باز، المفتي العام الثاني للمملكة العربية السعودية.
4. عبد العزيز بن عبد الله آل الشيخ، المفتي العام للمملكة العربية السعودية حاليًا.

## وصلات خارجية
- المجمع الفقهي الإسلامي
- رابطة العالم الإسلامي